# Golancourt
Golancourt település Franciaországban, Oise megyében. Lakosainak száma 407 fő (2022. január 1.). Golancourt Berlancourt, Flavy-le-Meldeux, Le Plessis-Patte-d’Oie, Brouchy, Esmery-Hallon és Muille-Villette községekkel határos.

## Népesség
A település népességének változása:
| Lakosok száma | 371  | 382  | 390  | 391  | 398  | 398  | 406  | 406  | 407  |
|               | 2013 | 2015 | 2016 | 2017 | 2018 | 2019 | 2020 | 2021 | 2022 |